# Corte Suprema de Chile

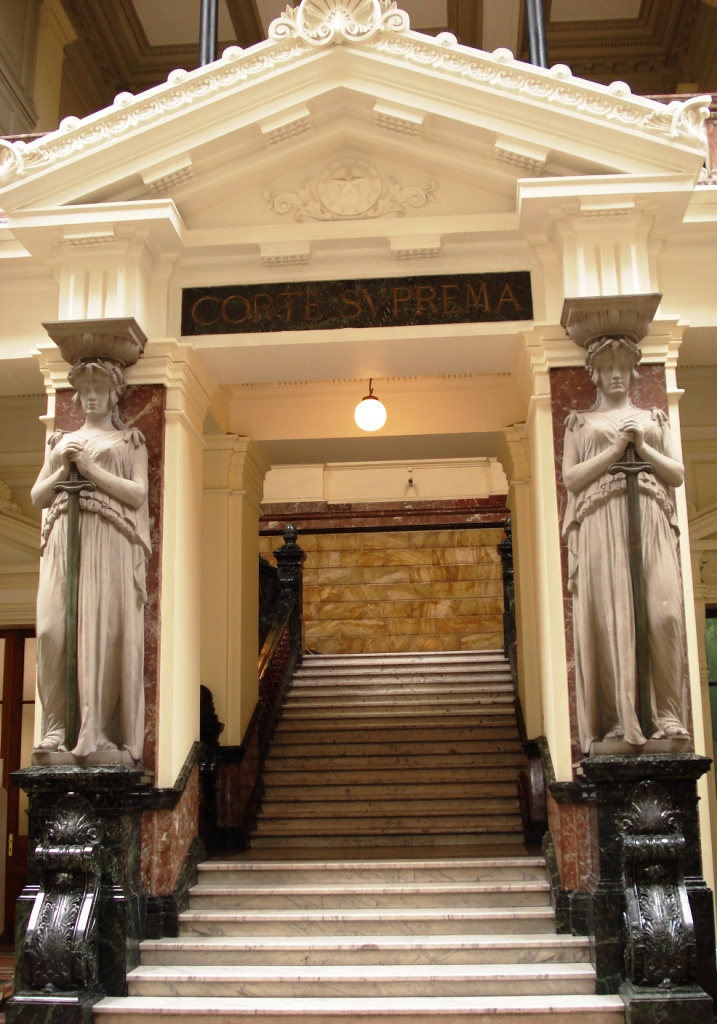
Escalera de acceso a la Corte Suprema, en el Palacio de los Tribunales de Justicia de Santiago de Chile.

La Corte Suprema de Justicia de Chile es el máximo órgano jurisdiccional dentro de los tribunales integrantes del Poder Judicial chileno. Está compuesta por 21 integrantes llamados «ministros», de los cuales uno es su «presidente». Además, la Corte tiene un fiscal judicial, un secretario, un prosecretario y ocho relatores.
Se encuentra en la cima del orden jerárquico del Poder Judicial, sobre las Cortes de Apelaciones, los Juzgados de Letras, los Juzgados de Garantía, los Tribunales de Juicio Oral en lo Penal y los Tribunales Especiales, y le corresponde la superintendencia directiva, correccional y económica sobre todos los tribunales de la República de Chile, exceptuado el Tribunal Constitucional, el Tribunal Calificador de Elecciones y los tribunales electorales regionales.
Fue creada por la Constitución Política de 1823 e instalada el 29 de diciembre del mismo año, siendo una de las más antiguas instituciones de su tipo en el mundo y la más antigua de América Latina aún en funcionamiento. Tiene su sede en el Palacio de los Tribunales de Justicia en Santiago, la capital de Chile.

## Historia
El primer antecedente sobre la creación de un tribunal supremo en Chile se puede encontrar en el "Reglamento Provisorio para la Administración de Justicia de 1811" (Reglamento provisional para el entable, substanciación y término de los recursos de injusticia notoria, segunda suplicación y otros extraordinarios, de 4 de octubre de 1811), que dispuso el establecimiento de un "Tribunal Supremo Judiciario", destacando la ventaja que los recursos pudieran ser conocidos "en la propia patria, por magistrados de sus mismos conciudadanos".

La Constitución Política de 1818 contempló una figura similar, denominándolo "Supremo Tribunal Judiciario" (Título V, artículo 1.º), mientras la Constitución Política de 1822 incluyó dentro de su normativa un "Tribunal Supremo de Justicia" (artículo 160).
Sin embargo, las anteriores iniciativas quedaron solo en el papel, creándose en su lugar comisiones especiales para conocer de los recursos que habrían sido de su competencia. Por ello, no puede decirse que, tales comisiones o tribunales ad hoc, "con su estrechísima esfera de atribuciones por respetables que se las considere, merecen el título de genuinos antecesores de la Corte Suprema de Justicia".

La elección de la Corte Suprema de Chile se remonta a 1823.
La Constitución Política de 1823 creó la "Suprema Corte de Justicia", calificándola como la "primera magistratura judicial del Estado" (artículo 143), que debía "proteger, hacer cumplir y reclamar a los otros poderes por las garantías individuales y judiciales", compuesta de 4 ministros, un presidente, más un "procurador nacional". La instalación de la Corte se verificó el 29 de diciembre del mismo año, siendo sus primeros integrantes: José Gregorio Argomedo (presidente), Francisco Antonio Pérez, Gaspar Marín y Lorenzo José Villalón (ministros), y Mariano Egaña (procurador nacional).
Posteriormente, cambió su denominación oficial a "Corte Suprema", con la Constitución Política de 1828 (artículo 93).
La Constitución Política de 1833 no la contempló, limitándose a dejar a la ley la determinación de la magistratura a cuyo cargo estuviere "la superintendencia directiva, correccional y económica sobre todos los Tribunales y juzgados de la Nación, con arreglo a la ley que determine su organización y atribuciones" (artículo 113), manteniendo la estructura y organización de los tribunales entonces vigente (derivada de la Constitución de 1823 y del "Reglamento de Administración de Justicia de 1824"), hasta la dictación de dicha norma legal.
En 1835, por medio de una ley, considerando las pocas labores que realizaba la Corte Suprema y la recarga de trabajo de la Corte de Apelaciones, se le otorgó competencia de segunda instancia en materias criminales y de hacienda; es decir, se dividió el conocimiento de los recursos de apelación entre ambos tribunales (los asuntos civiles los mantuvo la Corte de Apelaciones).
En 1875, con la Ley de Organización y Atribuciones de los Tribunales, se estructuró a la Corte Suprema como un tribunal de casación, otorgándole competencia para revisar las sentencias de las Cortes de Apelaciones por esa vía. Sin embargo, esas facultades quedaron pendientes a la dictación de los Códigos de Procedimientos.

## Composición

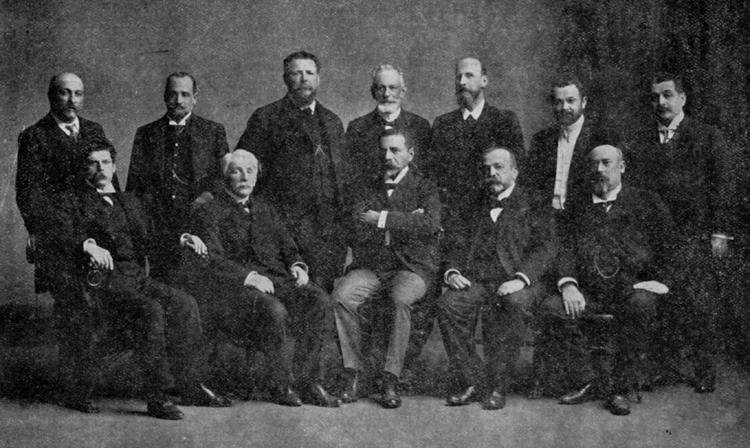
Miembros de la Corte Suprema hacia 1908.

La Corte Suprema –que tiene el tratamiento oficial de "Excelencia"– está compuesta desde 1997 por 21 miembros –que tienen el tratamiento de "Señoría"–, uno de los cuales es su Presidente y los demás se denominan Ministros, cuyo orden de precedencia se determina por antigüedad. Anteriormente el número de miembros fue de 17 en 1988, 16 en 1984, 13 en 1918, 9 en 1902, 7 en 1889 y 5 en 1823.
Por lo general, se reputa que quienes acceden a la Corte Suprema son jueces de gran calidad profesional o intelectual, que han desarrollado una carrera destacada al interior del Poder judicial. Se suele decir que para acceder a la Corte Suprema hay que haber integrado la Corte de Apelaciones de Santiago. Pocos escapaban a esa regla, aun cuando ya la ley contemplaba temperamentos (por ejemplo, la inclusión automática entre los candidatos, de la primera antigüedad entre los Ministros de Corte de Apelaciones, cualquiera fuere su procedencia).
Tras una reforma (de 1997) se admitió la incorporación a la Corte de miembros ajenos al Poder Judicial. Dentro de los 21 ministros, cinco de ellos deben ser abogados extraños a la administración de justicia por lo que cuando la Corte Suprema debe llenar un cargo correspondiente a funcionarios del poder judicial forman la quina con personal judicial y cuando debe llenar un cargo correspondiente a abogados extraños a la administración de justicia, forman la quina con los abogados que se presentan a concurso que tengan a lo menos 15 años de título y siempre que se hayan destacado en la vida pública o universitaria.
Actualmente forman parte del máximo tribunal siete mujeres, lo que equivale a un 35% de sus miembros, aunque en los Tribunales de primera instancia la judicatura femenina es absolutamente corriente, con el 60,1 % de juezas.

### Nombramiento
Los Ministros son nombrados por el Presidente de la República, con el acuerdo del Senado, adoptado por los dos tercios de sus miembros en ejercicio, en sesión especialmente convocada al efecto. El Presidente sólo puede someter a la aprobación del Senado a una persona extraída de una nómina de cinco (una "quina" o "cinquena"), propuesta por la misma Corte Suprema. Se trata, pues, de una forma compleja de autogeneración de sus integrantes o cooptación.

### Miembros actuales
La Corte Suprema se encuentra integrada por 21 integrantes titulares, quienes desempeñan dicha labor. Estos duran en sus cargos "permanecerán en sus cargos durante su buen comportamiento" -como reza el artículo 80 de la Constitución chilena- o hasta cumplir los 75 años de edad. Al 16 de octubre del 2024 había tres cargos vacantes en la Corte por las jubilaciones del ministro Guillermo Silva y la destitución de los ministros Ángela Vivanco y Sergio Muñoz Gajardo. 
| Orden      | Nombre                        | Nombrado por               | Ingreso                 | Jubilación              | Universidad                                            |
| ---------- | ----------------------------- | -------------------------- | ----------------------- | ----------------------- | ------------------------------------------------------ |
| Presidente | Ricardo Blanco Herrera        | Sebastián Piñera Echenique | 6 de junio de 2013      | 13 de mayo de 2029      | U. de Chile                                            |
| Ministra   | Gloria Ana Chevesich Ruiz     | Sebastián Piñera Echenique | 2 de agosto de 2013     | 4 de noviembre de 2033  | U. de Chile                                            |
| Ministra   | Andrea Muñoz Sánchez          | Sebastián Piñera Echenique | 13 de marzo de 2014     | 14 de julio de 2032     | U. de Chile                                            |
| Ministro   | Manuel Valderrama Rebolledo   | Michelle Bachelet Jeria    | 26 de agosto de 2015    | 25 de febrero de 2031   | U. de Chile                                            |
| Ministro   | Arturo Prado Puga             | Michelle Bachelet Jeria    | 17 de julio de 2017     | 13 de octubre de 2030   | U. de Chile                                            |
| Ministro   | Mauricio Silva Cancino        | Sebastián Piñera Echenique | 31 de enero de 2019     | 30 de enero de 2028     | U. de Chile                                            |
| Ministra   | María Angélica Repetto García | Sebastián Piñera Echenique | 8 de agosto de 2019     | 22 de noviembre de 2028 | P. U. Católica de Valparaíso                           |
| Ministro   | Leopoldo Llanos Sagristá      | Sebastián Piñera Echenique | 16 de diciembre de 2019 | 30 de enero de 2028     | U. de Concepción                                       |
| Ministra   | Adelita Ravanales Arriagada   | Sebastián Piñera Echenique | 14 de octubre de 2020   | 14 de octubre de 2039   | P. U. Católica de Chile                                |
| Ministro   | Mario Carroza Espinosa        | Sebastián Piñera Echenique | 31 de diciembre de 2020 | 12 de abril de 2026     | U. de Chile                                            |
| Ministra   | María Teresa Letelier Ramírez | Sebastián Piñera Echenique | 8 de junio de 2021      | 24 de diciembre de 2025 | P. U. Católica de Chile                                |
| Ministro   | Jean Pierre Matus Acuña       | Sebastián Piñera Echenique | 19 de octubre de 2021   | 7 de julio de 2042      | P. U. Católica de Chile                                |
| Ministra   | María Cristina Gajardo Harboe | Sebastián Piñera Echenique | 21 de enero de 2022     | 15 de abril de 2038     | U. de Chile                                            |
| Ministro   | Diego Simpertigue Limare      | Sebastián Piñera Echenique | 21 de enero de 2022     | 30 de diciembre de 2031 | U. Nacional de Loja (con estudios en U. de Valparaíso) |
| Ministra   | María Soledad Melo Labra      | Gabriel Boric Font         | 3 de noviembre de 2022  | 11 de octubre de 2037   | U. de Concepción                                       |
| Ministra   | Jessica González Troncoso     | Gabriel Boric Font         | 7 de octubre de 2024    | 3 de febrero de 2039    | U. de Concepción                                       |
| Ministra   | Mireya López Miranda          | Gabriel Boric Font         | 7 de octubre de 2024    | 9 de marzo de 2037      | U. de Valparaíso                                       |
| Vacante    |                               |                            |                         |                         |                                                        |
| Vacante    |                               |                            |                         |                         |                                                        |
| Vacante    |                               |                            |                         |                         |                                                        |

La fiscalía judicial de la Corte Suprema, la asumió Jorge Pizarro Astudillo, el 7 de octubre de 2024.
El secretario de la Corte es Jorge Sáez Martín y el prosecretario es Marcelo Doering Carrasco.

## Atribuciones

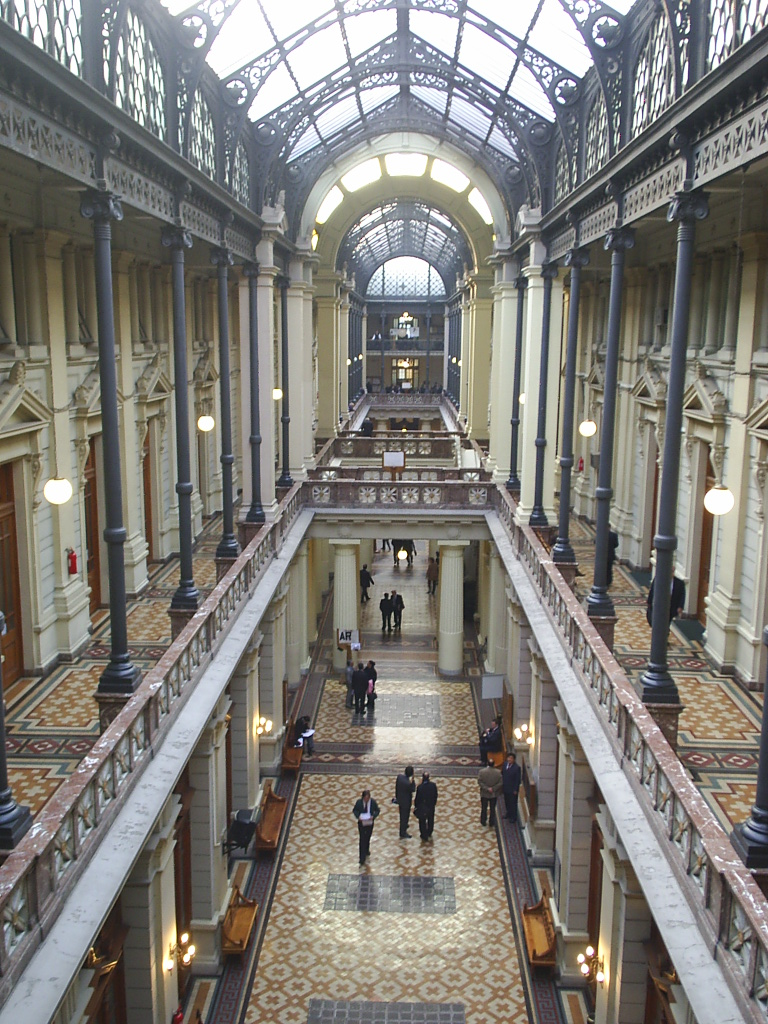
Interior del Palacio de los Tribunales de Justicia de Santiago, 2006.

La Corte Suprema es un tribunal colegiado que, para el conocimiento de los asuntos de su competencia, funciona por regla general dividida en salas especializadas –con no menos de 5 jueces cada una, siendo presididas por el ministro más antiguo, cuando no esté presente el Presidente de la Corte– y, excepcionalmente, en pleno –con la concurrencia de 11 de sus miembros a lo menos–.
Corresponde a la Corte Suprema en pleno:
- Conocer de las apelaciones que se deduzcan en las causas por desafuero de las personas a quienes les fueren aplicables los incisos segundo, tercero y cuarto del artículo 58 de la Constitución Política;
- Conocer en segunda instancia, de los juicios de amovilidad fallados en primera por las Cortes de Apelaciones o por el presidente de la Corte Suprema, seguidos contra jueces de letras o Ministros de Cortes de Apelaciones, respectivamente;
- Ejercer las facultades administrativas, disciplinarias y económicas que las leyes le asignan, sin perjuicio de las que les correspondan a las salas en los asuntos de que estén conociendo. En uso de tales facultades, podrá determinar la forma de funcionamiento de los tribunales y demás servicios judiciales, fijando los días y horas de trabajo en atención a las necesidades del servicio. Todos los autos acordados de carácter y aplicación general que dicta la Corte Suprema deben ser publicados en el Diario Oficial de Chile.
- Informar al Presidente de la República, cuando se solicite su dictamen, sobre cualquier punto relativo a la administración de justicia y sobre el cual no exista cuestión de que deba conocer;
- Informar las modificaciones que se propongan a la ley orgánica constitucional relativa a la Organización y Atribuciones de los Tribunales, de acuerdo a lo dispuesto en la Constitución Política;
- Conocer y resolver la concesión o revocación de la libertad condicional, en los casos en que se hubiere impuesto el presidio perpetuo calificado. La resolución, en este caso, debe ser acordada por la mayoría de los miembros en ejercicio;
- Conocer de todos los asuntos que leyes especiales le encomiendan expresamente.

Por su parte, a las salas de la Corte Suprema, les corresponde conocer:
- De los recursos de casación en el fondo;
- De los recursos de casación en la forma interpuestos contra las sentencias dictadas por las Cortes de Apelaciones o por un tribunal arbitral de segunda instancia constituido por árbitros de derecho en los casos en que estos árbitros hayan conocido de negocios de la competencia de dichas Cortes;
- De los recursos de nulidad interpuestos en contra de las sentencias definitivas dictadas por los tribunales con competencia en lo criminal, cuando corresponda de acuerdo a la normativa procesal penal;
- De las apelaciones deducidas contra las sentencias dictadas por las Cortes de Apelaciones en los recursos de amparo y de protección;
- De los recursos de revisión y de las resoluciones que recaigan sobre las querellas de capítulos;
- En segunda instancia, de las causas a que se refieren los números 2° y 3° del artículo 53 del Código Orgánico de Tribunales;
- De los recursos de queja, pero la aplicación de medidas disciplinarias es de competencia del tribunal pleno;
- De los recursos de queja en juicio de cuentas contra las sentencias de segunda instancia dictadas con falta o abuso, con el solo objeto de poner pronto remedio al mal que lo motiva;
- De las solicitudes que se formulen, de conformidad a la ley procesal, para declarar si concurren las circunstancias que habilitan a la autoridad requerida para negarse a proporcionar determinada información o para oponerse a la entrada y registro de lugares religiosos, edificios en que funcione una autoridad pública o recintos militares o policiales.
- De los demás negocios judiciales de que corresponda conocer a la Corte Suprema y que no estén entregados expresamente al conocimiento del pleno.

## Funcionamiento

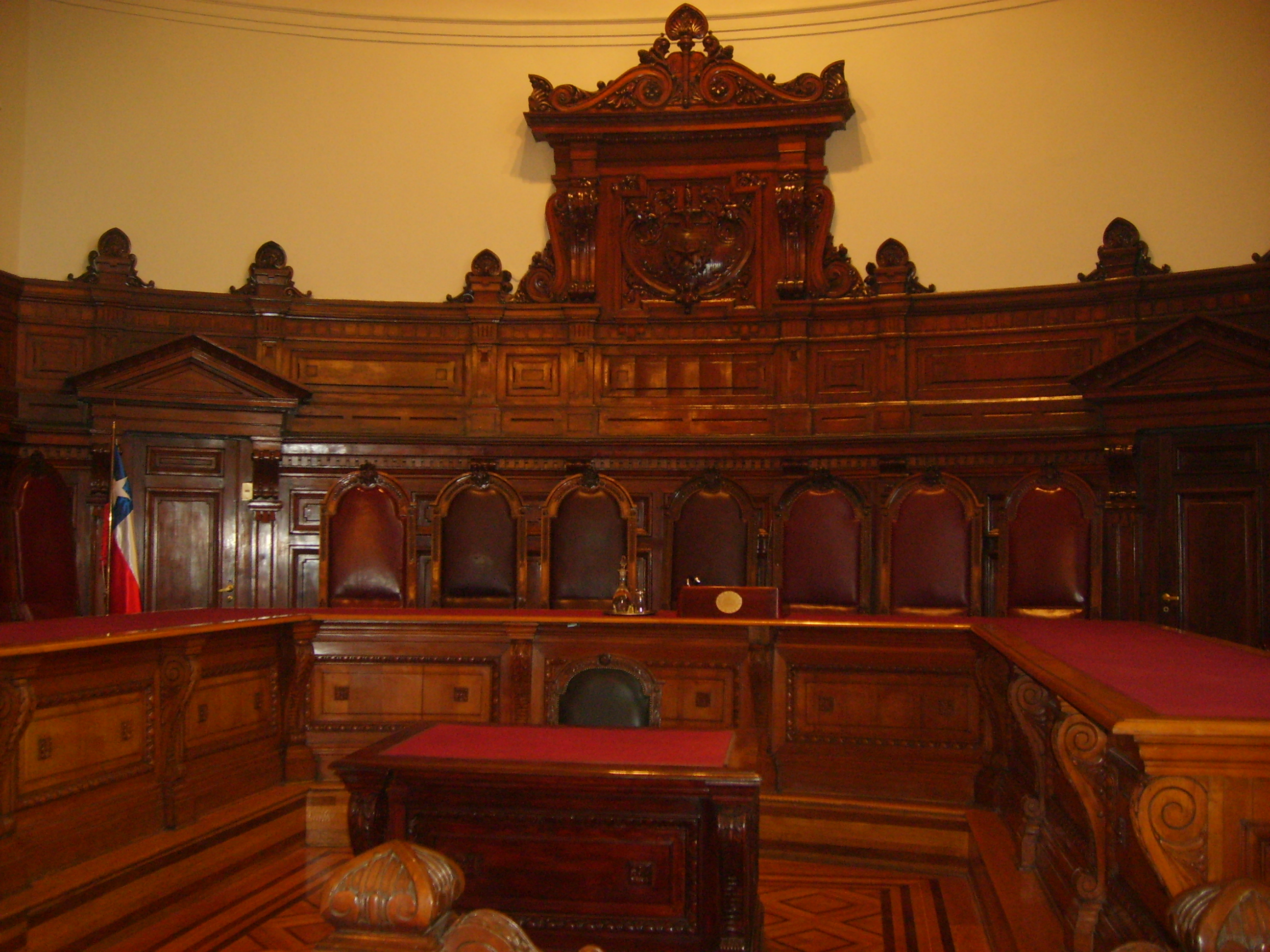
Salón del Pleno de la Corte Suprema.

La Corte Suprema funciona ordinariamente dividida en tres salas y, extraordinariamente, en cuatro, correspondiéndole a la propia Corte determinar uno u otro modo de funcionamiento. La integración de sala para el Presidente de la Corte es facultativa, y en caso de que opte por hacerlo, puede integrar cualquiera de ellas.
Corresponde a la propia Corte, mediante auto acordado, establecer la forma de distribución de sus ministros entre las diversas salas, la cual ha de permanecer invariable por un período de a lo menos dos años. Igualmente, le corresponde establecer mediante auto acordado, cada dos años, las materias de que conocerá cada una de las salas en que la Corte se divida, tanto en funcionamiento ordinario como extraordinario.
De acuerdo al Auto Acordado de la Corte Suprema de 28 de julio de 2017, la distribución de las causas entre las salas la Corte, durante el funcionamiento ordinario y extraordinario, es el siguiente:

### Funcionamiento ordinario
Durante el funcionamiento ordinario, las tres Salas Especializadas en que se divide la Corte Suprema conocen:
A. Primera Sala o Sala Civil
1. De los recursos ordinarios y extraordinarios de conocimiento de la Corte Suprema en materia civil, comercial, laboral y previsional.
2. De los demás asuntos que incidan en procesos civiles, comerciales, laborales y previsionales que corresponda conocer a la Corte Suprema y que no estén entregados expresamente al Tribunal Pleno o a otra Sala.

B. Segunda Sala o Sala Penal
1. De los recursos ordinarios y extraordinarios de conocimiento de la Corte Suprema en materia penal, tributaria y civil relacionada con una causa vigente del antiguo sistema procesal penal.
2. De los recursos de apelación deducidos en contra de las sentencias dictadas en recursos de amparo, cualquiera sea la materia en que incidan, con excepción de las que recaigan en la acción constitucional a que se refiere el artículo único de la Ley n.º 18.971, sobre infracción al artículo 19 n.º 21 de la Constitución Política de la República.
3. De las apelaciones y consultas de las sentencias o resoluciones dictadas por uno de los ministros del Tribunal en las causas a que se refiere el artículo 52 del Código Orgánico de Tribunales.
4. De los demás asuntos que incidan en procesos penales e infraccionales y tributarios que corresponda conocer a la Corte Suprema y que no estén entregados expresamente al Tribunal Pleno o a otra Sala.

C. Tercera Sala o Sala Constitucional y Contencioso Administrativa
1. De los recursos ordinarios y extraordinarios de conocimiento de la Corte Suprema en materia contencioso administrativa.
2. De las apelaciones y consultas de las sentencias recaídas en los recursos sobre amparo económico previsto por el artículo único de la Ley n.º 18.971, sobre infracción al artículo 19 n.º 21 de la Constitución Política de la República.
3. De las apelaciones de las sentencias dictadas por el Presidente de la Corte Suprema en las causas a que se refieren los números 2° y 3°, en lo relativo a causas de presas, del artículo 53 del Código Orgánico de Tribunales.
4. De las apelaciones de sentencias recaídas en recursos de protección resueltos en primera instancia por las Cortes de Apelaciones del país, y
5. De los demás asuntos de orden constitucional y contencioso administrativo que corresponda conocer a la Corte Suprema y que no estén entregados expresamente al Tribunal Pleno o a otra Sala.

### Funcionamiento extraordinario
Durante el funcionamiento extraordinario, las cuatro Salas Especializadas en que se divide la Corte Suprema conocen:
A. Primera Sala o Sala Civil
1. De los recursos ordinarios y extraordinarios de conocimiento de la Corte Suprema en materia civil y comercial, incluidos los asuntos conocidos por jueces árbitros, los juicios ejecutivos, de quiebra, de liquidación, renegociación y reorganización; de responsabilidad extracontractual entre particulares, con excepción de los asuntos cuyo conocimiento corresponda a la Tercera o a la Cuarta Sala.
2. De los recursos en causas civiles en materia de protección a los derechos de los consumidores y los demás asuntos que incidan en procesos civiles y comerciales que corresponda conocer a la Corte Suprema y que no estén entregados expresamente al Tribunal Pleno o a otra Sala.
3. De los exhortos internacionales y solicitudes de exequatur que incidan en las materias antes indicadas.

B. Segunda Sala o Sala Penal
1. De los recursos ordinarios y extraordinarios de conocimiento de la Corte Suprema en materia penal, infraccional conocida por los Juzgados de Policía Local, de propiedad industrial, tributaria y civil relacionada con una causa vigente del antiguo sistema procesal penal.
2. De los recursos de apelación deducidos en contra de las sentencias dictadas en recursos de amparo, con excepción de las que recaigan en la acción constitucional a que se refiere el artículo único de la Ley n.º 18.971, sobre infracción al artículo 19 n.º 21 de la Constitución Política de la República, y los que incidan en asuntos regidos por el Derecho laboral y de la seguridad social y el Derecho de familia.
3. De las apelaciones y consultas de las sentencias o resoluciones dictadas por uno de los ministros del Tribunal en las causas a que se refiere el artículo 52 del Código Orgánico de Tribunales.
4. De los demás asuntos que incidan en procesos penales, infraccionales y tributarios que corresponda conocer a la Corte Suprema y que no estén entregados expresamente al Tribunal Pleno o a otra Sala.
5. De los exhortos internacionales y solicitudes de exequatur que incidan en las materias antes indicadas.

C. Tercera Sala o Sala Constitucional y Contencioso Administrativa
1. De los recursos ordinarios y extraordinarios de conocimiento de la Corte Suprema en materias de orden contencioso administrativo; civiles en que sea parte principal el Estado y sus organismos que se refieran al cobro de rentas municipales, a la nulidad de derecho público, a la responsabilidad del Estado o al ejercicio de las potestades públicas con excepción de aquellos entregados a la Segunda Sala y a la Cuarta Sala de naturaleza previsional o laboral; de aguas y de expropiaciones;
2. De las apelaciones y consultas de las sentencias recaídas en los recursos sobre amparo económico previsto por el artículo único de la Ley n.º 18.971, sobre infracción al artículo 19 n.º 21 de la Constitución Política de la República.
3. De las apelaciones de las sentencias dictadas por el presidente de la Corte Suprema en los procesos a que se refieren los números 2° y 3°, en lo relativo a causas de presas, del artículo 53 del Código Orgánico de Tribunales.
4. De las apelaciones de sentencias recaídas en recursos de protección resueltos en primera instancia por las Corte de Apelaciones del país.
5. De los demás asuntos de orden constitucional y contencioso administrativo que corresponda conocer a la Corte Suprema y que no estén entregados expresamente al Tribunal Pleno o a otra Sala.
6. De los exhortos internacionales y solicitudes de exequatur que incidan en las materias antes indicadas.

D. Cuarta Sala o Sala Laboral y Previsional
1. De los recursos ordinarios y extraordinarios de conocimiento de la Corte Suprema en materia laboral, previsional, cobranza laboral y previsional, familia, minería y demás asuntos relativos a ellas; así como las causas civiles de pesca y de propiedad intelectual.
2. De los recursos de apelación deducidos en contra de las sentencias dictadas en recursos de amparo que incidan en asuntos regidos por el Derecho laboral y de la seguridad social y el Derecho de familia.
3. De los recursos ordinarios y extraordinarios de conocimiento de la Corte Suprema deducidos en juicios sumarios y especiales y en asuntos no contenciosos civiles.
4. De los demás asuntos que le corresponda conocer a la Corte Suprema y que no estén entregados expresamente al Tribunal Pleno o a otra Sala.
5. De los exhortos internacionales y solicitudes de exequatur que incidan en las materias antes indicadas.

En caso de discrepancia entre las Salas respecto de su competencia para conocer de un determinado asunto, resuelve el Presidente de la Corte Suprema sin ulterior recurso.

## Sede

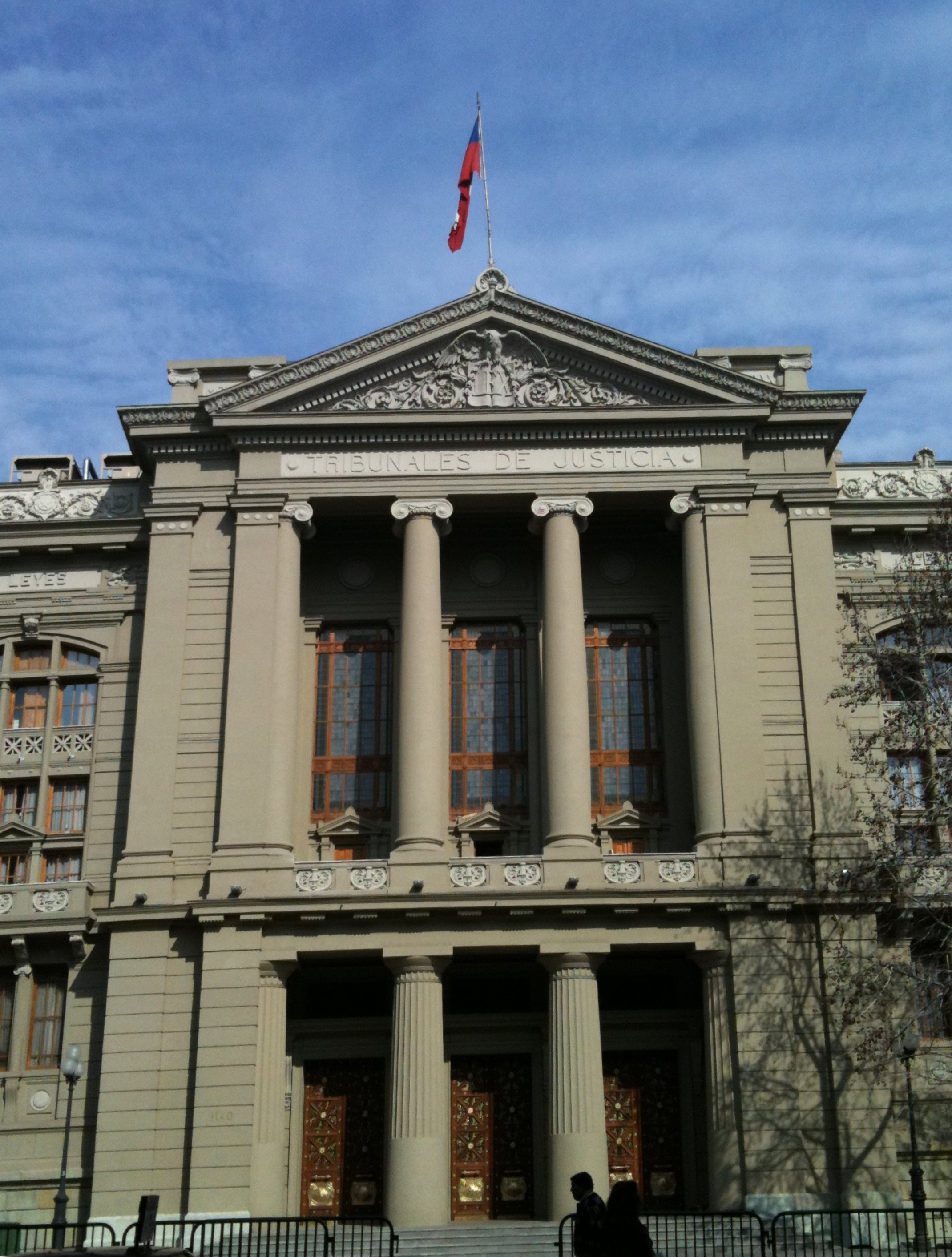
Frontis del Palacio de los Tribunales de Justicia de Santiago, 2010.

El Palacio de los Tribunales de Justicia de Santiago de Chile es el edificio que alberga a la Corte Suprema de Justicia, además de la Corte de Apelaciones de Santiago y la Corte marcial del Ejército, Fuerza Aérea y Carabineros. Está ubicado en la capital chilena, en la calle Compañía de Jesús, entre Morandé y Bandera, frente a la plaza Montt Varas.
El edificio fue construido en dos etapas, entre 1905 y 1930, y declarado «Monumento Histórico Nacional» por el Ministerio de Educación de Chile en 1976.

## Controversias

### Recurso de protección con alcance internacional
El 18 de noviembre de 2015, la Corte Suprema dictó un polémico fallo donde se atribuye tener la facultad de dar órdenes a organismos internacionales a través de un recurso de protección que acogió en favor del venezolano Leopoldo López, lo que provocó el rechazo de la comunidad jurídica por considerar que la Corte sobrepasó los límites de su autoridad, y el absoluto repudio de la CIDH, que recalcó su carácter de organismo internacional autónomo y no sometido a la jurisdicción de los tribunales nacionales.

### Contienda de competencia con la Contraloría
El 6 de marzo de 2018 el Senado resolvió una contienda de competencia entre la Corte Suprema y la Contraloría General de la República, trabada a solicitud de esta última, con motivo de una acción presentada por un grupo de funcionarios de la Dirección General de Aeronáutica Civil acerca de su régimen previsional. Por la Contraloría expuso su titular, Jorge Bermúdez, mientras que por la Corte expuso su Presidente, Sergio Muñoz. El Senado finalmente falló a favor de la Contraloría General de la República y de su tesis de que ella tiene el rol exclusivo de interpretar la ley, no siendo válida la decisión de la Corte Suprema de haberse atribuido competencia.

### Recurso de protección contra el Tribunal Constitucional
El 7 de octubre de 2019, la Corte Suprema, por medio de un fallo dictado por la Tercera Sala, se atribuyó tener la facultad de revisar las sentencias dictadas por el Tribunal Constitucional a través del recurso de protección, contienda que provocó una conmoción entre los distintos poderes del Estado y anuncios de reforma constitucional para zanjar la disputa entre ambos tribunales superiores.